# Kaiserswerth

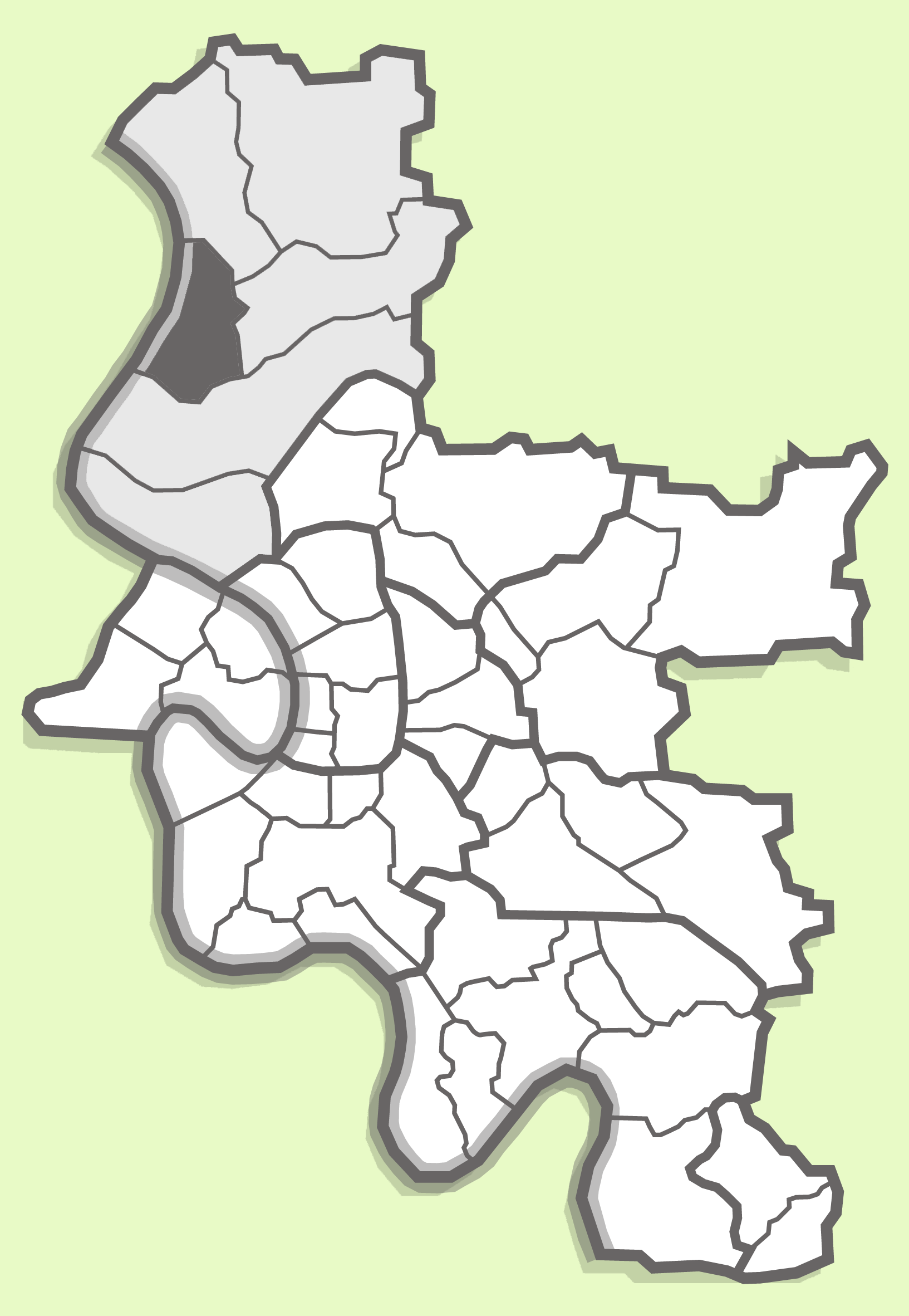
Kaiserswerth helyzete Düsseldorfban

Kaiserswerth Düsseldorf egyik történelmi városrésze a Rajna jobb partján, a városközponttól északnyugatra. Először Oroszlán Henrik építtetett itt erődöt. Ezt Rőtszakállú Frigyes német-római császár 1174-ben megnagyobbíttatta, és egyik legfontosabb Rajna-menti erődjévé tette.
A Kaiserswerth középső részén álló uralkodói palota 1872-ben leégett, csak a tornya maradt épen. A romok ma is láthatók. A várfalakat barokk házacskák veszik körül.

## Híres Kaiserswerthiek
- Johann Vaillant vállalkozó, a Vaillant vállalatcsoport alapítója (1851–1920)